# براين بينكرتون
براين بينكرتون هو كاتب أمريكي يكتب في مجالات الخيال والتشويق والإثارة والغموض والرعب. حصل على ليسانس من جامعة أيوا ودرجة الماجستير من جامعة نورث وسترن.

## وصلات خارجية
- الموقع الرسمي